# Daniel Trézel
Daniel Trézel, né en 1576 à Amsterdam et mort en 1641 à Rouen, paroisse Saint-Pierre-le-Portier, est un marchand néerlandais, colon et planteur esclavagiste aux Antilles.

## Biographie
Ami et partisan dévoué de Hugo Grotius, Trézel s'était réfugié et établi à Rouen dès 1627 après la révolution politique qui avait amené l'emprisonnement de son ami par le stathouder Maurice de Nassau. En 1640, il installa le premier moulin à sucre de la Martinique, trois ans après que Peter Blower eut fait de même à l’île anglaise de la Barbade.
Dès 1635, la Compagnie des îles d'Amérique, créée la même année, signa un contrat avec Daniel Trézel, déjà présent à la Martinique. Le contrat prévoit qu'il doit mettre en exploitation de la canne à sucre, en reversant aux actionnaires 10 % des bénéfices. Daniel Trézel fit venir ses deux fils, François à la Martinique et Samuel à la Guadeloupe, dont le moulin est opérationnel en 1643.
Ils installèrent des moulins mus par des bœufs, des chevaux ou des mulets, le système de pressage de la canne à sucre permettant d’en extraire un jus pour faire de la mélasse, de la cassonade ou du sucre blanc, raffiné après chauffage.
En 1638, Daniel Trézel, signa un contrat avec Daniel Rozée, marchand de Rouen, pour se faire livrer 100 esclaves noirs au prix de 200 livres par esclave. Le commerce des esclaves fut ensuite autorisé par Louis XIII en 1642.
En 1638 à la Guadeloupe, Charles Liènard de l'Olive demande à pouvoir aller chercher des noirs « à la côte d’Angole ». Il signe avec les indiens Caraïbes un traité dès 1641 pour les déporter à la Dominique. En 1640, la population d’esclaves de la Martinique est estimée à un millier de personnes.
Au même moment, en 1639, David Le Baillif, issu d'une autre grande dynastie rouennaise de marchands, fonde une société pour importer des esclaves à la Martinique, pour remplacer les engagés blancs dans les plantations de tabac. Le Baillif devient propriétaire de 4 plantations, dans une partie de l'île qui porte son nom.
En 1641, des bateaux anglais et hollandais apportent des esclaves à la Martinique. 
Composé de quatre poteaux plantés en terre, et deux transversales qui supportent les axes des trois rolles, le moulin et dents de la roue étaient faits de bois dur, plus tard remplacé par un cylindre de métal. Il manque encore des techniques pour arriver à un sucre parfaitement blanc, irréprochable, mais l'essentiel est fait.
Le gouverneur du Parquet exploitera pleinement cet apport une dizaine d'années plus tard, dès 1650, lorsque la Compagnie des îles d'Amérique sera ruinée et qu'il la rachètera pour 41 500 francs.
Un siècle plus tard, en 1742, la Martinique comptait 355 moulins à bêtes soit 63 % du total. En 1826, on recense 51 % de moulins à bêtes, contre 43 % de moulins à eau et 6 % de moulins à vent.